# Benjamin Aubery du Maurier
Benjamin Aubery du Maurier (* August 1566 La Fontaine-Saint-Martin; † 31. Juli 1636 ebenda) war ein hugenottisch-französischer Staatsmann, Autor und französischer Botschafter für Ludwig XIII. an den Generalstaaten der Niederländischen Republik zu Zeiten des Streits um den Zwölfjährigen Waffenstillstands. Er zählte zu den Unterstützern des holländischen Politikers Johan van Oldenbarnevelt.

## Biographie

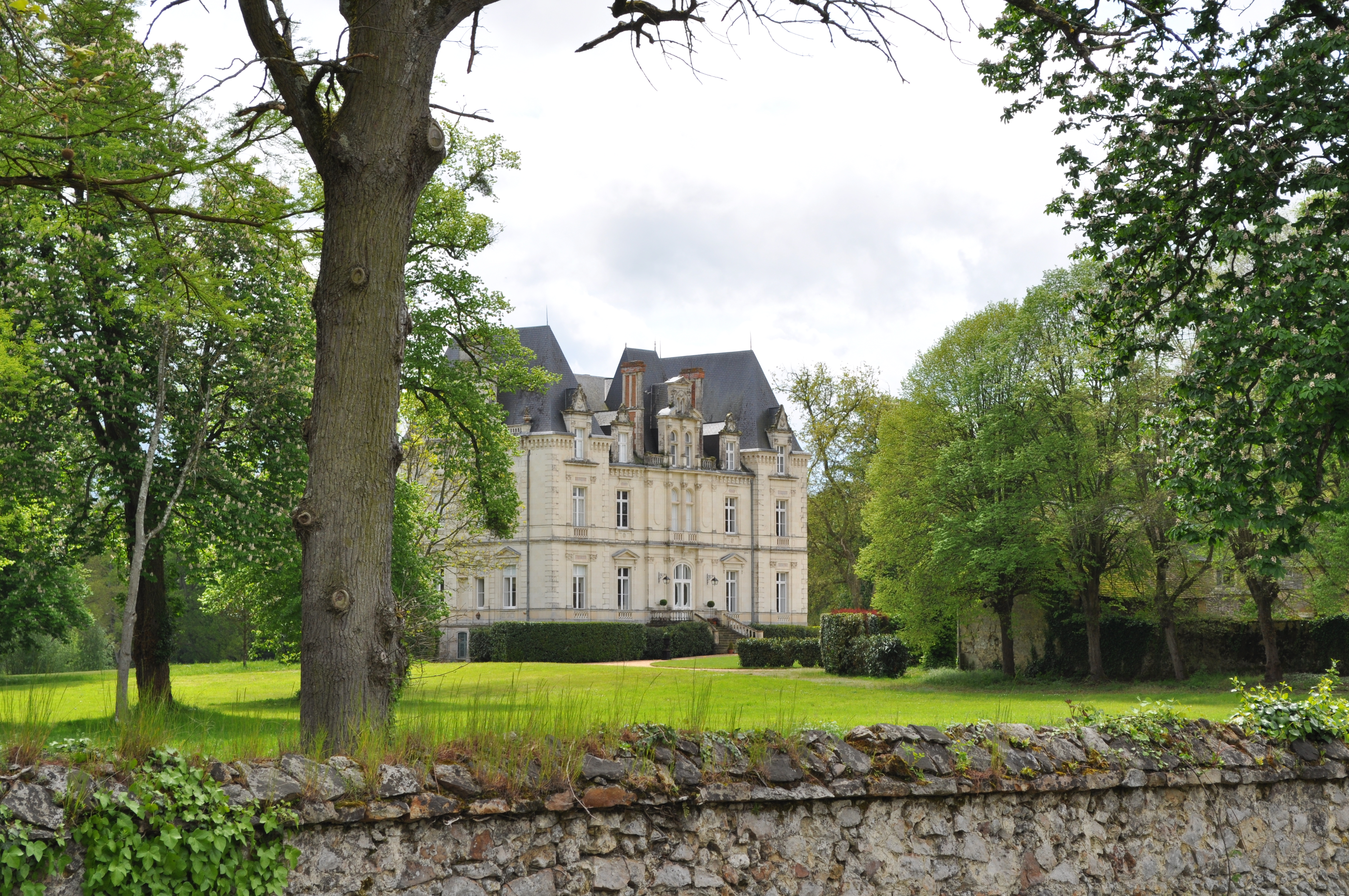
Das Château du Maurier in der im 19. Jahrhundert umgebauten Form (2012)

### Frühe Laufbahn
Aubery wurde im August 1566 im Château du Maurier, heute Gemeinde La-Fontaine-Saint-Martin, bei La Flèche, im Département Sarthe als Sohn von Jehan Aubery du Maurier und seiner zweiten Frau Madeleine Froger geboren. Seine Eltern waren beide Hugenotten, und er wurde daher in dieser Religion erzogen. Er entstammte einer wohlhabenden protestantischen Bauernfamilie, die langfristig den sozialen Aufstieg in den Adel anstrebte.
Er studierte in Le Mans, und nach 1582 in Paris an mehreren Kollegien, so dem Collège de Clermont. Nach 1583 studierte er etwa 13 Monate lang Philosophie unter Théodore de Bèze in der Republik Genf. Er war für eine Karriere in der Noblesse de robe vorgesehen, da ein Großonkel (Jacques Aubery) zu Zeiten des Königs Heinrich II. Advokat am Parlement de Paris war (und beteiligt war an der Verfolgung der Mörder der Waldenser beim Massaker von Mérindol), was jedoch durch die Ereignisse der französischen Religionskriege vereitelt wurde. Seine Karriere begann 1586 in der Armee des Prince de Condé in Saint-Jean-d’Angély. 1587 nahm er in den Reihen des Heinrichs IV. an der Schlacht von Coutras teil.

### Assistent bedeutender hugenottischer Adliger
1589 wurde der junge Landedelmann Aubery Sekretär von Philippe Duplessis-Mornay, als dieser zum Gouverneur von Saumur ernannt wurde. Er begleitete diesen 1591 bis 1592 auf einer Mission zur Königin Elizabeth I. nach England.
Am 22. Oktober 1590 war er zudem Sekretär Heinrichs IV. für die Hofhaltung des Hauses Navarra. Nachdem du Plessis-Mornay sich mit Heinrich IV. überwarf, wurde Aubery ab 1. Juni 1592 der Intendant des neuen Favoriten, Henri de La Tour d’Auvergne, einige Monate nachdem dieser durch Heirat den Titel des Herzogs von Bouillon erwarb. Im Mai 1593 wurde Aubery zum Kammersekretär des Königs, wobei er im Dienst des Herzogs von Bouillon blieb. 1594 half Aubery diesem bei der Wahl einer zweiten Ehefrau, Elisabeth von Oranien-Nassau, der Halbschwester des niederländischen Statthalters Moritz von Oranien.
Aubery selbst heiratete 1600 seine Frau Marie Magdeleine (1581–1620) in Paris. Er blieb im Dienst des Herzogs von Bouillon, aber als dieser wegen der Verschwörung des Charles de Gontaut, duc de Biron 1601 in Ungnade fiel, geriet Aubery in die Schusslinie zwischen dem König und dem Herzog. Jedoch konnte er zu einer Versöhnung im April 1607 beitragen.
Aubery verließ danach den Dienst des Herzogs und zog sich kurzzeitig auf sein Château du Maurier zurück.
Der damalige französische Gesandte für die Niederlande, Paul Trude Choart, duc de Buzenval, wollte Aubery 1607 als Korrespondenten in Frankreich einstellen, was durch dessen Tod und Ränkespiele um den Staatssekretär Villeroy nicht mehr stattfand. Dafür wurde Aubery jedoch ab Oktober 1607 durch Maximilien de Béthune, duc de Sully, den Superintendenten der Finanzen, in den Rang eines «contrôleur général des restes des états du Conseil» im Finanzministerium berufen. Sully wurde auch der Taufpate von Auberys Sohn Maximilien am 5. November 1608, ein weiterer Beleg dafür, wie Aubery sich zunehmender Gunst hoher Minister erfreute.
Zu dieser Zeit genoss Aubery auch die Gunst des Königs, der ihn am 30. August 1608 zu einem der zwanzig offiziellen Sekretäre der Haushaltung am Hof Navarra machte, und am 5. September 1608 zum «Secrétaire du roi» ernannte. Dieser erste Höhepunkt in Auberys Laufbahn fand sein Ende nach der Ermordung des Königs am 14. Mai 1610. Sully wurde von missgünstigen Kollegen abgesetzt, und auch Aubery fiel in Ungnade, wobei sogar sein Château geplündert wurde. Das Amt des Präsidenten der «Chambre des comptes» der Provinz Nérac, das er am 11. September 1610 mit königlicher Zustimmung erworben hatte, wurde ihm entzogen, und vom Staatsrat (Conseil d'Etat) anders vergeben; Aubery erhielt lediglich eine Pension und zog sich 1612 erneut auf sein Chateau zurück. In den vorangegangenen Jahren war es ihm allerdings gelungen, sich auch die Unterstützung anderer Minister zu sichern, die nach der Ermordung des Königs Heinrich VI. und der Entlassung Sullys unter der Regentschaft der Maria de’ Medici ihre Ämter behalten durften. Nicht zuletzt dank dieser Verbindungen wurde Aubery ab 1613 die wichtige diplomatischen Mission in der Republik der Vereinigten Niederlanden anvertraut.

### Botschafter in den Niederlanden
So bot der Minister Villeroy Aubery die Position als Botschafter in der Republik der Sieben Vereinigten Provinzen, als Nachfolger des Eustache de Refuge, an. Dies war ein wichtiger Posten, da die Republik eine große Rolle in der europäischen Politik Heinrichs IV. und später während der Regentschaft der Königin Maria de’ Medici spielte. Die Republik war in den frühen 1590er Jahren ein wichtiger Verbündeter geworden, als Heinrich IV. sowohl gegen die Armeen der Katholischen Liga als auch gegen die spanische Armee von Flandern gekämpft hatte. Nach seinem Triumph in Frankreich brauchte Heinrich die Republik als Gegengewicht gegen Spanien in Europa und wollte die Republik definitiv im französischen Einflussbereich wissen.

Pierre Jeannin

Als während einer Pattsituation im Achtzigjährigen Krieg 1607 das Habsburger Regime der spanischen Niederlanden seinem nördlichen Nachbarn, der niederländischen Republik, Friedensangebote machte, hatte Heinrich IV. den Sonderbeauftragten Pierre Jeannin nach Den Haag gesandt, um die französischen Interessen zu verteidigen. Jeannin war maßgeblich daran beteiligt gewesen, den holländischen Landesadvokaten Johan van Oldenbarnevelt bei der Erlangung des Zwölfjährigen Waffenstillstands (nachdem sich ein Friedensschluss als nicht machbar erwiesen hatte), entgegen der starken Einsprüche des Moritz von Oranien, zu unterstützen. Das Bündnis zwischen Frankreich und den Niederlanden wurde auf zwei Verträgen begründet. Der erste, der am 13. Januar 1608 abgeschlossen und am 17. Juni 1609 erneuert wurde und für die Dauer des Waffenstillstands gültig war, versprach, dass Frankreich 10000 Soldaten entsenden würde, um den Generalstaaten im Kriegsfall zu helfen, die Republik 5000, um Frankreich zu helfen. Die beiden Länder versprachen, keine Verträge zu schließen, die den Interessen des anderen schaden würden. Der zweite Vertrag vom 22. Juni 1609 versprach zwei französische Regimenter (insgesamt 4100 Mann) und zwei Kompanien leichter Reiter für den Dienst in der niederländischen Armee mit einem jährlichen Zuschuss von 600.000 französischen Livres. Die französische Königin Maria de’ Medici bestätigte diese Vereinbarung 1611. Diese französischen Truppen spielten später eine wichtige Rolle.
Villeroy wählte nun Aubery gegenüber mehreren anderen Kandidaten bevorzugt aus, weil er ein gemäßigter Protestant mit unbestrittener Loyalität gegenüber der Krone war. Der neue Botschafter musste protestantisch sein, weil einem Katholiken in der protestantischen Republik misstraut werden würde; jedoch sollte er kein Parteigänger der fanatischen Hugenotten in Frankreich sein. Das Gehalt für den Botschafter bei den Generalstaaten der niederländischen Republik betrug 12000 Livres, zuzüglich 24000 Livres für das Amt des Intendanten der französischen Finanzen in Holland. Aubery übernahm das Amt am 20. Mai 1613. Erst im März 1614 wurde Aubery die Würde eines »ordentlichen Botschafters« (ambassadeur ordinaire) verliehen.
Die erste, recht unangenehme Aufgabe für Aubery bestand darin, den Rückruf des niederländischen Botschafters in Frankreich, François van Aerssen, zu planen, der vom französischen Hof als "zu forsch" angesehen wurde. Dazu musste Aubery offene Ablehnung der Person van Aerssens an den Tag legen, was ihm und Oldenbarnevelt die unsterbliche Feindschaft des Politikers einbrachte, der einen Einfluss auf Statthalter Moritz von Oranien hatte.
Als Nächstes musste Aubery die Interessen Frankreichs verteidigen, als die Republik in den Jülichen Erbfolgestreit intervenierte, wobei es trotz des Waffenstillstands fast zu Kampfhandlungen mit Spanien kam, was Aubery und de Refuge (der französischer Gesandter in Brüssel geworden war) durch Mediation zu vermeiden verstanden. In der Zwischenzeit verschlechterten sich die Umstände in Frankreich durch wiederholte Aufstände der Prinzen von Geblüt (Rebellion des prince de Condé gegen die Regentschaft von Königin bis 1616). Dies führte zu Versuchen beider Seiten, die französischen Regimenter im niederländischen Dienst dazu zu bringen, nach Frankreich zurückzukehren, was Aubery vereiteln konnte. Dies machte ihn bei den Prinzen unbeliebt. In der Zwischenzeit hatte Königin Maria am 3. September 1615 Aubery zum Conseiller d’État ernannt, was vom neuen König Ludwig XIII. Ende September 1615 und noch später mit Patenten 1624 und 1629 bestätigt wurde, und den Gipfelpunkt von Auberys bisherigem Aufstieg darstellte.

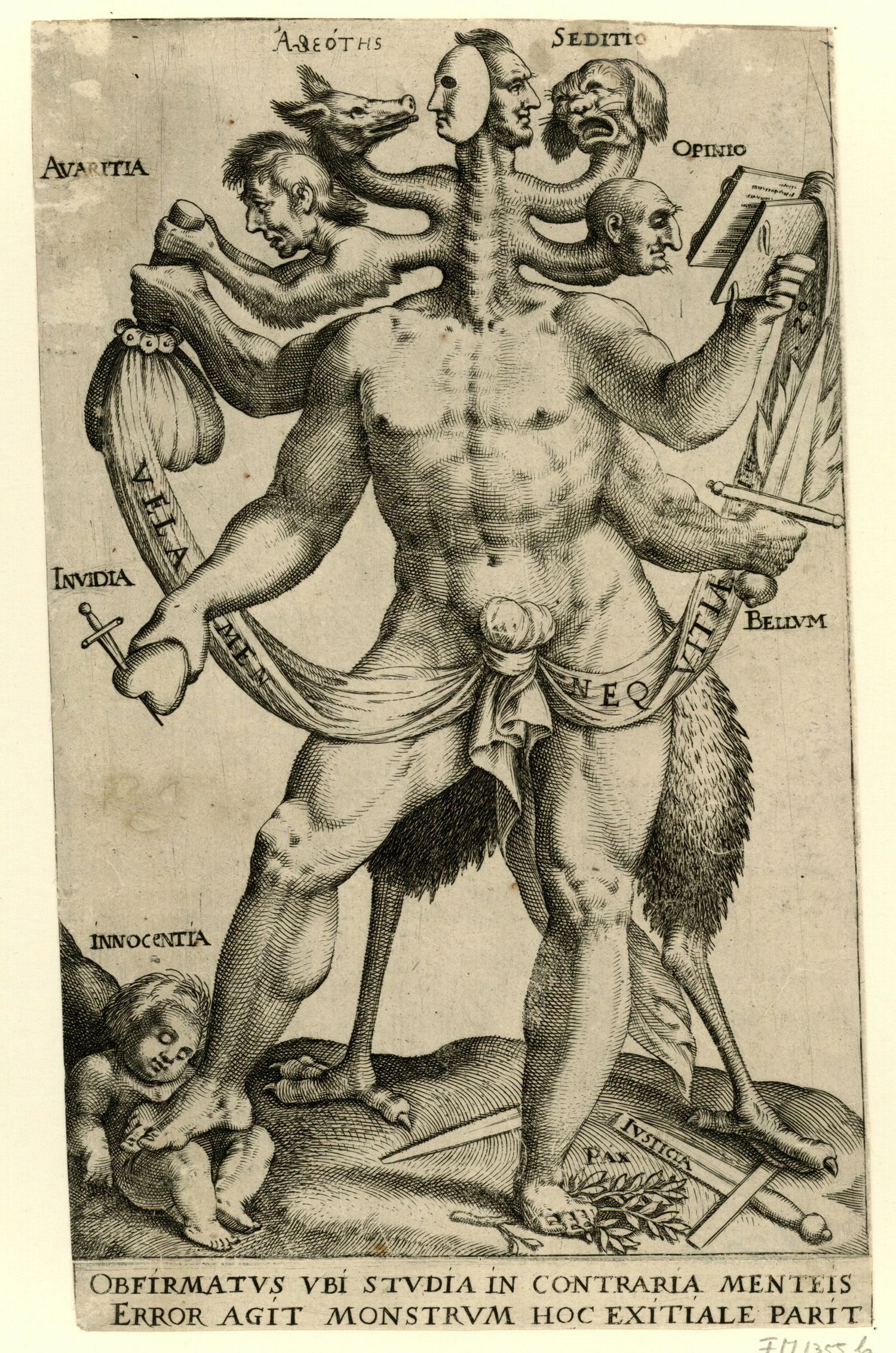
Polemische Allegorie des Arminianismus als fünfköpfiges Monster 1610

Aubery spielte eine wichtige Rolle in der religiösen und politischen Krise in der niederländischen Republik, die sich zwischen 1614 und 1619 entwickelte und in der niederländischen Geschichtsschreibung als „Bestandstwisten“ bekannt wurde.
Dies begann mit einem Streit zwischen zwei Theologieprofessoren an der Universität Leiden, Franciscus Gomarus und Jacobus Arminius, über die Interpretation des Dogmas der Prädestination. Bald ergriffen andere Minister der öffentlichen Kirche, der niederländischen reformierten Kirche, Partei und mit ihnen ihre örtlichen Gemeinden. Da sich die niederländischen Behörden verpflichtet fühlten, den Frieden in der Kirche zu wahren, um ein Schisma zu vermeiden, mischten sich die Staaten Holland und Westfriesland ein, als die Anhänger von Arminius 1610 eine Petition (Remonstranz) vorlegten, worauf bald eine Gegenreaktion der anderen Seite folgte. Die Staaten zögerten, in dieser Lehrdebatte Partei zu ergreifen, aber als der Streit sich in der Öffentlichkeit ausbreitete, weigerten sich Minister beider Seiten, die Qualifikation der jeweils anderen anzuerkennen, religiöse Rituale zu vollführen. Es kam zu Gewaltakten gegen Remonstranten und Stadtrichter, während die örtlichen Behörden sich weigerten, Schutz durch Bundestruppen anzubieten. Dies veranlasste die Staaten von Holland und Westfriesland 1617, mit der Scherpe Resolutie die Rekrutierung eigener lokaler Söldnertruppen, der sogenannten Waardgelder, zur Aufrechterhaltung der öffentlichen Ordnung zu gestatten. Dies wurde vom Statthalter Moritz von Oranien als potenzielle Bedrohung eingestuft, da die Waardgelder in einen bewaffneten Konflikt mit Bundestruppen geraten könnten, die er selbst als Generalkapitän befehligte. Moritz entschied sich für die Seite der kalvinistischen Contraremonstranten und begann einen schleichenden Staatsstreich, der die Form einer Untergrabung der Machtstellung Oldenbarnevelts annahm, indem er lokale Regierungen, die diesen unterstützten, durch Einschüchterung "umdrehte" und so eine Mehrheit in den Generalstaaten gegen Holland schuf. Diese Mehrheit setzte sich durch Einberufung einer nationalen Synode der reformierten Kirche gegen die Opposition von Oldenbarnevelt und seiner Verbündeten durch, um die tiefergehenden Kontroversen um den ungeliebten Waffenstillstand mit Spanien auf dem Umweg über die religiösen Strittigkeiten zu entscheiden.
In diesem Konflikt entschied sich Aubery für die Seite des Oldenbarnevelt-Regimes, und zwar auf Befehl des französischen Hofes (der, als katholische Instanz, die "am wenigsten calvinistischen" Arminianer bevorzugte). Aubery riet den Generalstaaten im Oktober 1617 von der Einberufung einer nationalen Synode ab, was vergeblich blieb. Die Mehrheit der vier Provinzen stimmte im November 1617 dafür, eine solche Synode 1618 in Dordrecht einzuberufen und ausländische Theologen (auch aus Frankreich) einzuladen. Aubery wandte sich dann an die Staaten von Holland, um ihnen zu raten, die Angelegenheit mit einer Provinzsynode zu lösen, was auch der Standpunkt Oldenbarnevelts war. Aber die Dinge gerieten außer Kontrolle, als Moritz im Januar 1618 seinen Staatsstreich in Nijmegen begann. Die Angelegenheit der Synode trat vorübergehend in den Hintergrund. Aubery versuchte wiederholt, zwischen Moritz und Oldenbarnevelt zu vermitteln, aber in seinen Schreiben an die französische Regierung äußerte er seinen Verdacht, dass Moritz darauf aus war, diejenigen, die den Waffenstillstand herbeigeführt hatten, durch Mitglieder der niederländischen Kriegsbefürworter zu ersetzen.
Die Generalstaaten planten die Entsendung einer Delegation an den König Ludwig XIII., um drei oder vier französische protestantische Theologen zur geplanten nationalen Synode zu erbeten, aber die französische Regierung kam dem zuvor, indem sie den Sondergesandten Jean de Thumery, Sieur de Boississe (einen erfahrenen Diplomaten und einstigen Botschafter in England 1601) nach Den Haag schickte, um im Streit über die Synode zu vermitteln. Boissise kam im frühen August 1618 an, kurz nachdem sich die politischen Ereignissen zur Krise verschärft hatten, mit der erzwungenen Auflösung der Utrechter Waardgelders durch eine bewaffnete Mission der Generalstaaten unter Befehl des Moritz von Oranien Ende Juli. Moritz änderte sodann die personelle Zusammensetzung der Staaten von Utrecht, was Holland seinen einzigen Fürsprecher in den Generalstaaten nahm. Als Boissise Mitte August bei den Generalstaaten vorstellig wurde, gab es daher kaum mehr Vermittlungsmöglichkeiten. Er verschlimmerte die Lage noch durch seine Beschwerden über ein Pamphlet des François van Aerssen zu angeblichen Verschwörungsplänen des Königs Ludwig XIII. mit Spanien.
Moritz ließ unterdessen mit Hilfe von François van Aerssen am 29. August 1618 tatsächlich seinen einstigen Mitstreiter und aktuellen politischen Gegner Oldenbarnevelt verhaften. Oldenbarnevelts Verbündete Hugo Grotius und Rombout Hogerbeets wurden zu lebenslanger Kerkerhaft auf Festung Loevestein verurteilt, und die Amsterdamer Regenten Jakob de Graeff Dircksz und Cornelis Hooft wurden von Reinier Pauw zeitweilig ihres Amtes enthoben.
Am 17. September 1618 versuchten Aubery und Boississe bei Moritz von Oranien gegen die Verhaftungen zu protestieren. Moritz entgegnete, dass die Verhaftungen notwendig seien, weil Oldenbarnevelt sich mit Spanien verschworen habe, um die Republik wieder unter das "spanische Joch" zu bringen. Dies mache es auch notwendig, die Zusammensetzung der Regierungen der Städte in Holland zu ändern, die Oldenbarnevelt unterstützt hatten. Die beiden Botschafter antworteten, Frankreich sei ein Garant für die alte Verfassung der Republik und diese Änderungen seien in ihren Augen illegal. Aber sie waren machtlos, irgendetwas dagegen zu unternehmen. Im November begann die nationale Synode (Dordrechter Synode) ohne französische Beteiligung.
In der Zwischenzeit war der Prozess gegen Oldenbarnevelt hinter verschlossenen Türen verlaufen, ohne dass viel davon an die Öffentlichkeit gedrungen war, außer vagen Äußerungen von Personen, wie van Aerssen, dass „das Leben der Gefangenen mit der Sicherheit des Staates unvereinbar war“. Die französischen Botschafter wandten sich am 12. Dezember an die Generalstaaten und äußerten die Hoffnung, dass der Prozess kurz sein und über die Gefangenen von deren eigenem Gericht (d. h. dem Gericht von Holland) geurteilt werden möge. Sie fügten hinzu, dass der König von Frankreich angesichts der von Oldenbarnevelt erbrachten Leistungen und der alten Freundschaft zwischen den beiden Ländern Gnade erwarte. Die Antwort der Generalstaaten, die am 17. Dezember von Aerssen verfasst wurde, täuschte Überraschung über die Vorwürfe des französischen Königs vor und sagte voraus, dass der König über die Sache sicher anders denken würde, wenn er aus den bald erwarteten Urteilen von der Schwere der pro-spanischen Verschwörungen erführe.
Zur Enttäuschung Auberys wurde sein alter Feind van Aerssen durch Moritz als Ersatz für eines der in Säuberungen abgesetzten Mitglieder der holländischen Ridderschap ernannt. Die Ridderschap war vormals eine der Hauptstützen der Oldenbarnevelt-Regierung gewesen, aber die Ernennung neuer Mitglieder am 19. Januar 1619 änderte deren politische Zusammensetzung, was als neue Beleidigung für Frankreich angesehen wurde. Jedoch unternahm die Ridderschap einen letzten Versuch, den Prozess an das ordentliche Gericht von Holland zu übertragen, stimmte jedoch schließlich der Einrichtung eines Gerichts mit 24 delegierten Richtern der Generalstaaten zu, von denen die Hälfte von den Staaten von Holland nominiert werden sollte. Trotzdem unternahmen die beiden Botschafter am 23. Januar einen letzten offenbar erfolglosen Versuch, die Gefangenen vor das Gericht von Holland zu bringen.
Als Boissise bemerkte, dass er nichts Nützliches mehr ausrichten konnte, bat er um Rückruf am 12. Februar 1619, und Aubery tat dasselbe einige Tage später. Damals nahmen aber die Ereignisse in Frankreich selbst eine negative Wendung. Königin Maria, die seit der Ermordung ihres Beraters Concino Concini zwei Jahre zuvor gefangen war, konnte am 22. Februar 1619 aus ihrem Gefängnis in Blois fliehen, und Frankreich wurde erneut in einen Bürgerkrieg gestürzt. Dies machte es Aubery unmöglich, seinen Posten in den Niederlanden zu verlassen. Die Generalstaaten waren wenig geneigt, in diese französische Krise einzugreifen, was de Boissise Gelegenheit gab, sie in seiner Abschiedsrede vor den Generalstaaten vom 23. März 1619 an ihre vertraglichen Verpflichtungen Frankreich gegenüber zu erinnern.
Aubery blieb allein in Den Haag zurück. Er hatte Anweisungen erhalten, nochmals zu versuchen, in den Prozess einzugreifen, was er mit einer Ansprache an die Generalstaaten am 1. Mai 1613 tat. Diese wurde als Angriff auf die Justiz der delegierten Richter aufgefasst. Aubery bat daraufhin einen dieser Richter, Cromhout (ebenfalls Präsident des Gerichtes Hof van Holland), seine Bitte an das Kollegium der Richter weiterzuleiten.
Das Urteil gegen Oldenbarnevelt wurde am Samstag, den 11. Mai 1619 gefällt. Er würde das Todesurteil erhalten, das am Montag, den 13. Mai vollstreckt werden sollte. Dies wurde zwar geheim gehalten, aber Louise de Coligny, Witwe von Wilhelm dem Schweiger und Stiefmutter von Moritz, eine Freundin von Oldenbarnevelt und ihres hugenottischen Landsmanns Aubery, ließ die Nachricht in der Nacht vom 12. auf den 13. Mai 1619 bekannt werden. Sie warnte Aubery und ging selbst um 4 Uhr morgens zu Moritz, um Gnade für Oldenbarnevelt zu erbitten.

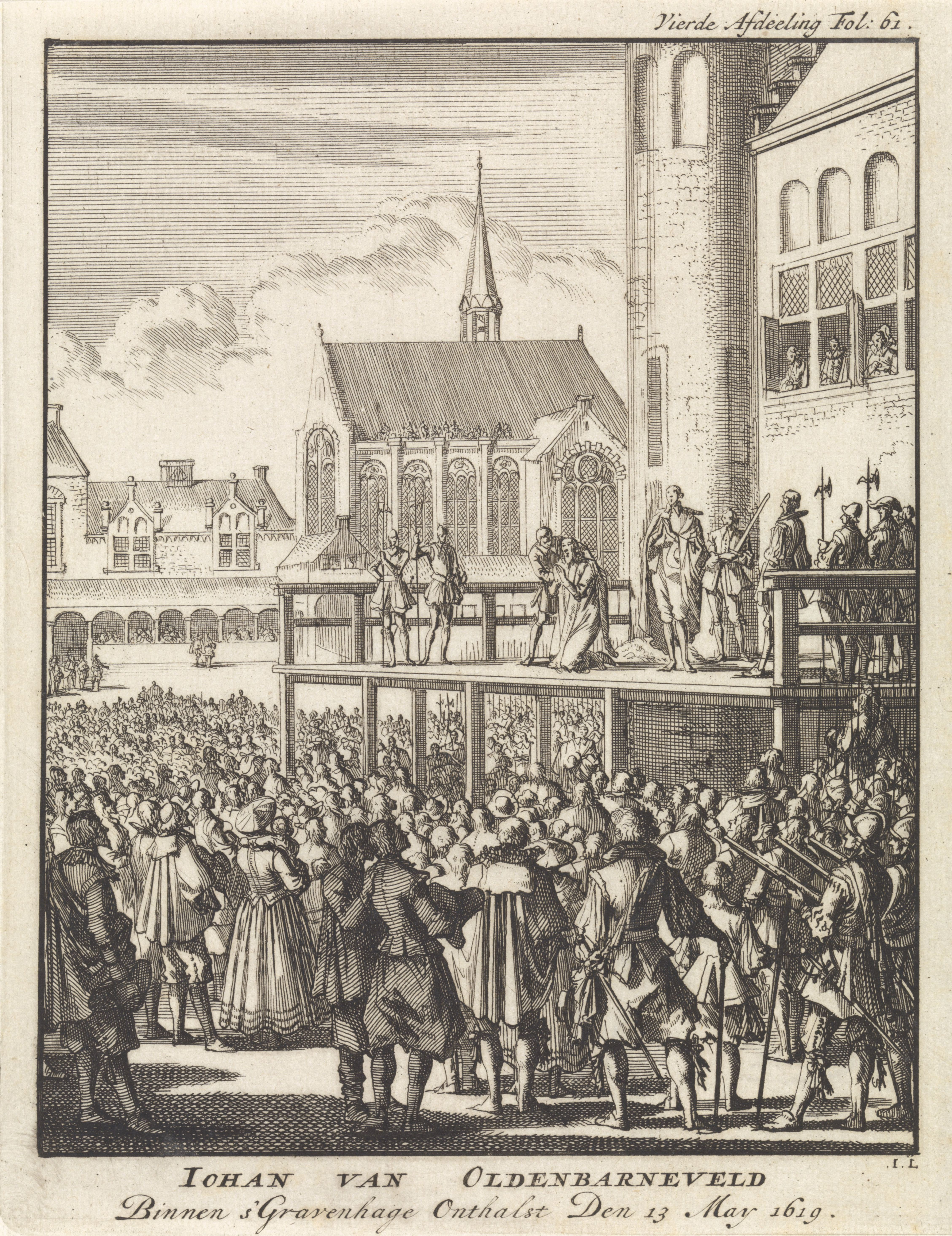
Exekution Oldenbarnevelts am 13. Mai 1619, Stich von Jan Luyken

Als Statthalter hatte Moritz die Macht zur Begnadigung, obwohl er nachdrücklich nicht der Souverän war. Zur gleichen Zeit ging Aubery zu den Generalstaaten, ebenfalls im Regierungszentrum Binnenhof, und forderte eine Audienz, aber wegen der frühen Stunde fand keine Sitzung der Generalstaaten statt. Aubery verfasste daher an Ort und Stelle ein Gnadengesuch, mit Wortlaut teilweise, wie folgt:

„[…] S'il defaut quelque chose à la sûreté de cet État, il n'y sera pas suppléé par le peu de sang restant à un vieillard qui par le cours de nature et sans l'aide d'aucune violence ne peut éviter qu'il ne lui paye bientôt son tribut ... Si vous permettez cette exécution vous rechargerez une pesante angoisse sur tants de magistrats que l'on a déposés en cette province ... ils se reputeront de nouveau flestris en cette personne avec laquelle ils ont eu non seulement communauté d'avis, mais aussi d'affliction et de destablissement […]
[…] Wenn etwas für die Sicherheit dieses Staates fehlt, wird es nicht durch das wenige verbliebene Blut eines alten Mannes beschafft werden, der von Natur aus und ohne Hilfe jeglicher Gewalt nicht vermeiden hätte können, dem Tod bald seinen Tribut zu zahlen ... Wenn Ihr diese Hinrichtung zulasst, werdet Ihr so vielen Magistratsräten schwere Pein aufbürden, wie in dieser Provinz abgesetzt wurden ... diese werden erneut Solidarität mit dieser Person zeigen, mit der sie nicht nur Anschauung, sondern auch Leid und Schmähung teilten […]“

Auberys Gesuch traf lediglich auf Ausflüchte einiger Delegierte, die ihm zu dieser frühen Tageszeit begegneten und versicherten, die Vollversammlung der Generalstaaten über seinen Antrag informieren zu wollen. Aubery erhielt jedoch bis zur Hinrichtung Oldenbarnevelts am nächsten Morgen keine Antwort mehr. Erst ein paar Tage später erhielt Aubery einen von Aerssen verfassten Brief an König Ludwig XIII., in dem behauptet wurde, der König sei von seinen Ministern schlecht informiert worden und hätte sonst einen solch gravierenden Verrat vor den Augen ganz Europas gar nicht gutheißen können.
Nach diesen Vorfällen kühlten sich die Beziehungen zwischen der Republik und Frankreich einige Jahre lang ab. Statthalter Moritz von Oranien und Botschafter Aubery trugen bei ihren Treffen offene Streits aus. Die abgesetzten remonstrantischen Minister erhielten Asyl in Frankreich, wie etwa Auberys Freund Hugo Grotius, der der lebenslangen Kerkerhaft in Schloss Loevestein im März 1621 versteckt in einer Büchertruhe entfliehen konnte und nach Paris ins Exil ging. Als dieser von den Generalstaaten geächtet wurde, stellte Ludwig XIII. ihn unter seinen Schutz und gewährte ihm eine Pension von 3000 Livre. Grotius Druckschrift Apologeticus wurde 1622 in Frankreich verbreitet und in die Niederlande geschmuggelt, wo sie verboten wurde. Grotius Botschaften gelangten dennoch, mit der französischen diplomatischen Post, in die Niederlande.
Die französische Regierung war seinerzeit jedoch zwischen Parteigängern und Gegnern Spaniens gespalten. Königin Maria von Medici, die wieder an der Macht war und nun anti-spanisch eingestellt war, gelang es 1624, für die Republik Niederlande wieder jährliche Subsidien (600.000 Livre), die seit 1618 ausgesetzt waren, mit dem Vertrag von Compiègne zu erwirken, was allgemein begrüßt wurde, da die Republik nach Ablauf des Waffenstillstands 1621 wieder im Krieg mit Spanien war.
Aubery hatte an diesen Vorgängen keinen Anteil, da er, wie zahlreiche andere Botschafter Frankreichs, im Zuge des Sturzes von Nicolas Brûlart de Sillery als Außenminister, außer Dienst gestellt war. Aubery verließ Den Haag am 12. April 1624 und traf am 20. April am Hof in Compiègne an, wo der König ihn mit Ehren empfing und seine Ernennung zum Conseiller d'État erneuerte, ihm jedoch gleichzeitig den Ruhestand und Rückzug vom Staatsdienst gewährte. Jedoch vertrat Aubery 1623 in Den Haag seinen König bei der Exil-Taufe eines Sohnes des Friedrich V. (Pfalz), wohl Moritz von der Pfalz, was den Groll des päpstlichen Nuntius in Paris nach sich zog.
Im Laufe seiner diplomatischen Missionen unternahm Aubery auch Reisen nach England, Dänemark, Schweden und in einige Hansestädte.

### Spätere Lebensjahre
Aubery verbrachte den Ruhestand in Château du Maurier mit der Verwaltung seiner landwirtschaften Güter und mit Korrespondenzen mit seinem weiten Freundeskreis, etwa François Auguste de Thou, Nicolas-Claude Fabri de Peiresc, Daniel Heinsius, und seinem nahen Freund Hugo Grotius, der 1620 ein Epitaph in Latein für seine erste Frau mitverfasst hatte. Er selbst schrieb Poesie auf Französisch und Latein und hinterließ seinen Kindern ein Manuskript seiner Memoiren in fünffacher Ausfertigung (dieses wurde 1853 von Henri Ouvré und 2010 von Claire Martin in einer Doktorarbeit bearbeitet und veröffentlicht).
Aubery starb nach dem 31. Juli 1636 (nach dem Empfang eines letzten Briefs von Grotius) im Château du Maurier, genau wo er 60 Jahre zuvor geboren wurde. Grotius verfasste folgendes Distichon auf seinem Porträt: Docta tabella, refers hominem, qui rectius ipse / Magnanimum reyem, cuius imago loquens (Lerne von dieser Tafel, und gedenke des Menschen, aufrecht für sich / großer Geist für den König, dessen Bild für sich spricht).

## Familie
Ehen

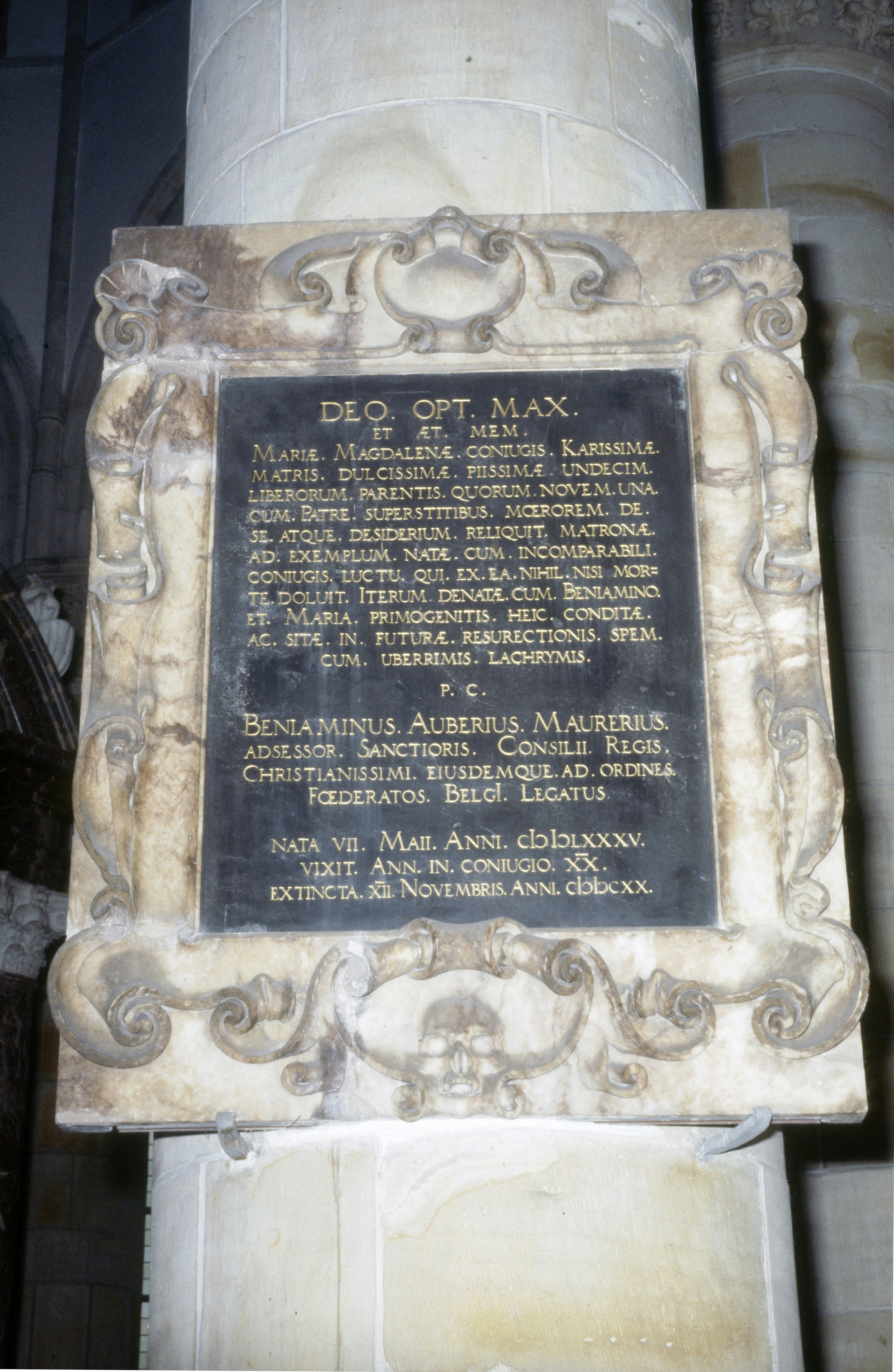
Von Daniel Heinsius verfasste Grabtafel der ersten Gattin Auberys, Grote Kerk, Den Haag

Aubrey heiratete 1600 in Paris seine erste Frau Marie Magdeleine (1581–1620) und das Paar hatte zehn Kinder. Seine Kinder wurden vom Präzeptor Benjamin Prideaux in einem angemieteten Haus bei Den Haag, das im Besitz des Johan van Oldenbarnevelt stand, später in der Akademie zu Leyden, erzogen.
Marie starb in 1620 in Den Haag, als Aubery dort Botschafter war. Sie erhielt in der Grote Kerk eine prächtige Grabstätte.
Aubrey heiratete 1622 in zweiter Ehe Renée de Jaucourt de Villarnoult, eine Verwandte seines Mentors Philippe Duplessis-Mornay, und hatte mit ihr wohl noch ein Kind.
Nachkommen (Auszug)
1. Maximilien Aubery du Maurier (* 5. November 1608, Pate war Maximilien de Béthune, duc de Sully), später Offizier in der niederländischen Armee unter Friedrich Heinrich von Oranien
2. Louis Aubery du Maurier (* 24. Juli 1609 in Frankreich; später Reisender, Günstling von Kardinal Richelieu und Historiker; † um 1687 im Château du Maurier)
3. Daniel Aubery du Maurier, Aide-de-camp in der Armee des Herzogs von Enghien, † 5. August 1645 bei Nördlingen
4. Louise (* 1614 in Den Haag, mit Louise de Coligny als Patin, die ihr bis 1672 eine Leibrente zahlte); in zweiter Ehe ⚭ Benjamin de Pierre-Buffière, Marquis de Chamberet[43] (* 1618 in Le Châtelier; † 1688, Sohn der Marie de La Noue, Neffe des Abel de Pierre-Buffière)
5. Eleonore (* 1615 in Den Haag, mit dem späteren Statthalter Friedrich Heinrich von Oranien als Paten; † 1660 kinderlos)
6. Maurits Aubery (* 1615 in Den Haag mit Moritz von Oranien als Paten, später bekannt als Villaumière, blieb in den Niederlanden, diente 1674 als Kolonel unter Wilhelm III. (Oranien)[12] in der Schlacht bei Seneffe)
7. Emilia Catherine (* 1620 mit Emilia von Oranien-Nassau als Patin), heiratete Simon d'Ernecourt, Baron de Montreuil (1611–1679)[44]

## Werke
- Lettre de M. Du Maurier ambassadeur du roy en Hollande, escritte aux Estats généreaux trois heures avant l'exécution de mort du sieur d'Oldenbarneveld., 1619
- Memoires de Hambourg, de Lubeck et de Holstein, de Danemarck de Suède et de Pologne par Aubery du Maurier, posthum veröffentlicht in Amsterdam 1736
- Instruction sur l'art de négocier (Leitfaden zur Kunst des Verhandelns)
- Panégyrique de Sully (Lobrede auf Minister de Sully)[1]

Im Catalog collectif de France sind mehrere seiner Manuskripte aufgeführt, die in diversen Bibliotheken in Frankreich verwahrt werden.